# Aroldo Tieri
Aroldo Tieri (Corigliano Calabro, 28 agosto 1917 – Roma, 28 dicembre 2006) è stato un attore italiano.
Avendo girato all'incirca 110 film, è considerato come una importante figura nel teatro e nel cinema italiano degli anni cinquanta e sessanta. Lavorò insieme ad Antonio De Curtis, in arte Totò, in alcuni suoi film di successo, ma anche con Walter Chiari, Anna Magnani, Franco e Ciccio.

## Biografia
Nato e cresciuto a Corigliano Calabro (oggi frazione del comune di Corigliano-Rossano), in provincia di Cosenza, figlio del giornalista, commediografo e politico Vincenzo Tieri, che fondò e diresse Il Corriere del Teatro e fu deputato per il Fronte dell'Uomo Qualunque (dopodiché Partito Qualunquista Italiano), Tieri si diplomò all'Accademia nazionale d'arte drammatica nel 1937 ed esordì a teatro in Francesca da Rimini, prima di entrare nella compagnia del Teatro Eliseo di Roma. È del 1939 l'esordio cinematografico, con Mille chilometri al minuto! di Mario Mattoli, cui seguirono diverse commedie dei telefoni bianchi. Nel dopoguerra raggiunse il successo soprattutto con la rivista, venendo diretto da Garinei e Giovannini insieme ad Anna Magnani, Gino Cervi, Walter Chiari e Totò, ma recitò anche nelle commedie leggere di Rattigan e Barry e in opere di maggior impegno come il teatro di Pirandello.
Tra la metà degli anni cinquanta e gli anni sessanta, Tieri si dedicò soprattutto al cinema, alla radio e alla televisione. Fece da spalla a molti dei maggiori interpreti del cinema comico italiano, specialmente Totò, accanto al quale recitò tredici volte, con risultati notevoli in Totò sceicco e Chi si ferma è perduto di Sergio Corbucci. L'ultima interpretazione risale al 1967, nel film di Steno La feldmarescialla - Rita fugge... lui corre... egli scappa, accanto a Rita Pavone. Nel 2002 Roberto Benigni pensò a lui per affidargli la parte del giudice nel film Pinocchio, ma alla fine il ruolo andò a Corrado Pani.

Aroldo Tieri negli anni sessanta, nel film I due mafiosi

Alla fine degli anni sessanta tornò a tempo pieno al teatro, dopo che nel 1965 aveva formato con la moglie Giuliana Lojodice la compagnia Tieri-Lojodice. Negli oltre trenta anni di attività la coppia mise in scena un repertorio vario e raffinato, da Shakespeare a Molière, da Pirandello a Shaw.
Alla radio fu interprete di molti radiodrammi (si ricordano i Racconti romani di Moravia), partecipando inoltre a due edizioni di Gran varietà insieme con Giuliana Lojodice: nella prima, del 1969, la coppia interpretò "Leonida ed Esmeralda", una coppia romantica, colta e snob che crede di essere diversa da tutte le altre; nella seconda, del 1976, Tieri interpretò il personaggio del "Divino Creaturo" che ebbe un buon successo così come molti altri personaggi di quella trasmissione. Fu inoltre il padrone di casa per tre volte di "Voi ed Io" lo storico programma d'intrattenimento radiofonico del mattino sul Programma Nazionale Radiorai tutti i giorni dal lunedì al sabato dalle 9,15 alle 11,30 per un mese intero nell'aprile 1970, nel giugno 1971 ed infine nel dicembre 1972. In televisione, oltre a recitare in alcuni sceneggiati (Melissa, La foresta pietrificata, Le avventure di Nicola Nickleby), presentò Canzonissima nell'edizione 1960-61 insieme ad altri due attori, Lauretta Masiero e Alberto Lionello. Nel 1977 fu tra i conduttori del varietà Il guazzabuglio, diretto da Enzo Trapani.
Nel 1984 Tieri ricevette il Premio Armando Curcio per la rappresentazione di Un marito di Italo Svevo. L'ultimo impegno teatrale prima del ritiro dalle scene fu L'amante di Marguerite Duras nel 1999. 
Tieri ebbe inoltre una breve esperienza nel doppiaggio, prestando nel 1998 la propria voce - per l'edizione italiana - al Grande Saggio nel film d'animazione Kirikù e la strega Karabà di Michel Ocelot. 
Morì nella clinica San Valentino di Roma la notte del 28 dicembre 2006, all'età di 89 anni.  Il funerale fu celebrato dopo due giorni presso la chiesa Stella Mattutina alla Balduina. È sepolto presso il cimitero Flaminio, nella tomba di famiglia.
L'editore Baldini Castoldi Dalai ha pubblicato nel 2010 la sua biografia scritta da Anna Testa, unitamente a un DVD. Si tratta di "Buonasera Aroldo, buonasera Giuliana": Aroldo Tieri e Giuliana Lojodice, vita carriera e scene da un matrimonio. Dal giugno 2015, ogni anno al Castello di Corigliano Calabro, si tiene il "Premio Nazionale Aroldo Tieri".

## Filmografia

Aroldo Tieri nel film La donna degli altri è sempre più bella (1963)

- Mille chilometri al minuto!, regia di Mario Mattoli (1940)
- Manon Lescaut, regia di Carmine Gallone (1940)
- Sancta Maria, regia di Edgar Neville e Pier Luigi Faraldo (1941)
- Turbamento, regia di Guido Brignone (1942)
- Documento Z 3, regia di Alfredo Guarini (1942)
- Fuga a due voci, regia di Carlo Ludovico Bragaglia (1943)
- Redenzione, regia di Marcello Albani (1943)
- Non sono superstizioso... ma!, regia di Carlo Ludovico Bragaglia (1943)
- C'è sempre un ma!, regia di Luigi Zampa (1943)
- Il fidanzato di mia moglie, regia di Carlo Ludovico Bragaglia (1943)
- Il nostro prossimo, regia di Gherardo Gherardi e Giuseppe Aldo Rossi (1943)
- La signora in nero, regia di Nunzio Malasomma (1943)
- Che distinta famiglia!, regia di Mario Bonnard (1943)
- Buon appetito!, episodio de Gli assi della risata, regia di Roberto Bianchi Montero (1943)
- Chi l'ha visto?, regia di Goffredo Alessandrini (1945)
- Pronto, chi parla?, regia di Carlo Ludovico Bragaglia (1945)
- Torna... a Sorrento, regia di Carlo Ludovico Bragaglia (1945)
- Felicità perduta, regia di Filippo Walter Ratti (1946)
- Ultimo amore, regia di Luigi Chiarini (1947)
- Il segreto di Don Giovanni, regia di Camillo Mastrocinque (1947)
- Follie per l'opera, regia di Mario Costa (1948)
- Gli uomini sono nemici, regia di Ettore Giannini (1948)
- Totò cerca casa, regia di Steno e Mario Monicelli (1949)
- Ho sognato il paradiso, regia di Giorgio Pàstina (1949)
- Vespro siciliano, regia di Giorgio Pàstina (1949)
- Signorinella, regia di Mario Mattoli (1949)
- I peggiori anni della nostra vita, regia di Mario Amendola (1949)
- Totò cerca moglie, regia di Carlo Ludovico Bragaglia (1950)
- La bisarca, regia di Giorgio Simonelli (1950)
- Taxi di notte, regia di Carmine Gallone (1950)
- L'inafferrabile 12, regia di Mario Mattoli (1950)
- Totò sceicco, regia di Mario Mattoli (1950)
- Accidenti alle tasse!!, regia di Mario Mattoli (1951)
- Canzone di primavera, regia di Mario Costa (1951)
- Amor non ho... però... però, regia di Giorgio Bianchi (1951)
- Auguri e figli maschi!, regia di Giorgio Simonelli (1951)
- Cameriera bella presenza offresi..., regia di Giorgio Pàstina (1951)
- Totò terzo uomo, regia di Mario Mattoli (1951)
- Tizio Caio Sempronio, regia di Marcello Marchesi, Vittorio Metz e Alberto Pozzetti (1951)
- Bellezze a Capri, regia di Adelchi Bianchi (1951)
- Il mago per forza, regia di Marcello Marchesi, Marino Girolami e Vittorio Metz (1951)
- Milano miliardaria, regia di Marcello Marchesi e Vittorio Metz (1951)
- È l'amor che mi rovina, regia di Mario Soldati (1951)
- Bellezze in bicicletta, regia di Carlo Campogalliani (1951)
- Totò e i re di Roma, regia di Steno e Mario Monicelli (1951)
- Il microfono è vostro, regia di Giuseppe Bennati (1951)
- I morti non pagano tasse, regia di Sergio Grieco (1952)
- La presidentessa, regia di Pietro Germi (1952)
- Il tallone d'Achille, regia di Mario Amendola e Ruggero Maccari (1952)
- Agenzia matrimoniale, regia di Giorgio Pàstina (1952)
- Rosso e nero, regia di Domenico Paolella (1954)
- Le avventure di Giacomo Casanova, regia di Steno (1954)
- Noi siamo le colonne, regia di Luigi Filippo D'Amico (1956)
- Un angelo è sceso a Brooklyn, regia di Ladislao Vajda (1957)
- Gli zitelloni, regia di Giorgio Bianchi (1958)
- Totò, Peppino e le fanatiche, regia di Mario Mattoli (1958)
- Non perdiamo la testa, regia di Mario Mattoli (1959)
- Le cameriere, regia di Carlo Ludovico Bragaglia (1959)
- Ciao, ciao bambina! (Piove), regia di Sergio Grieco (1959)
- Psicanalista per signora (Le Confident de ces dames), regia di Jean Boyer (1959)
- Il raccomandato di ferro, regia di Marcello Baldi (1959)
- La cambiale, regia di Camillo Mastrocinque (1959)
- Juke box - Urli d'amore, regia di Mauro Morassi (1959)
- Letto a tre piazze, regia di Steno (1960)
- Le ambiziose, regia di Tony Amendola (1960)
- Messalina, Venere imperatrice, regia di Vittorio Cottafavi (1960)
- I baccanali di Tiberio, regia di Giorgio Simonelli (1960)
- Un dollaro di fifa, regia di Giorgio Simonelli (1960)
- Chi si ferma è perduto, regia di Sergio Corbucci (1960)
- I magnifici tre, regia di Giorgio Simonelli (1961)
- Che femmina!! e... che dollari!, regia di Giorgio Simonelli (1961)
- Vacanze alla baia d'argento, regia di Filippo Walter Ratti (1961)
- Cacciatori di dote, regia di Mario Amendola (1961)
- Mina... fuori la guardia, regia di Armando W. Tamburella (1961)
- I sogni muoiono all'alba, regia di Mario Craveri, Enrico Gras e Indro Montanelli (1961)
- Che gioia vivere, regia di René Clément (1961)
- Due contro tutti, regia di Antonio Momplet (1962)
- Colpo gobbo all'italiana, regia di Lucio Fulci (1962)
- Lo smemorato di Collegno, regia di Sergio Corbucci (1962)
- Gli eroi del doppio gioco, regia di Camillo Mastrocinque (1962)
- Il giorno più corto, regia di Sergio Corbucci (1962)
- I motorizzati, regia di Camillo Mastrocinque (1962)
- Un branco di vigliacchi, regia di Fabrizio Taglioni (1962)
- I due mafiosi, regia di Giorgio Simonelli (1963)
- La luna di miele, episodio di La donna degli altri è sempre più bella, regia di Marino Girolami (1963)
- Gli onorevoli, regia di Sergio Corbucci (1963)
- La società calcistica, episodio di Gli imbroglioni, regia di Lucio Fulci (1963)
- Avventura al motel, regia di Renato Polselli (1963)
- Due mafiosi nel Far West, regia di Giorgio Simonelli (1964)
- La vedovella, regia di Silvio Siano (1964)
- 00-2 agenti segretissimi, regia di Lucio Fulci (1964)
- I maniaci, regia di Lucio Fulci (1964)
- La ballata dei mariti, regia di Fabrizio Taglioni (1964)
- Le sette vipere (Il marito latino), regia di Renato Polselli (1965)
- I due sergenti del generale Custer, regia di Giorgio Simonelli (1965)
- Non son degno di te, regia di Ettore Maria Fizzarotti (1965)
- Con rispetto parlando, regia di Marcello Ciorciolini (1965)
- Se non avessi più te, regia di Ettore Maria Fizzarotti (1966)
- Spiaggia libera, regia di Marino Girolami (1966)
- Questo pazzo, pazzo mondo della canzone, regia di Bruno Corbucci e Giovanni Grimaldi (1966)
- Soldati e capelloni, regia di Ettore Maria Fizzarotti (1967)
- La feldmarescialla, regia di Steno (1967)
- Non cantare, spara, regia di Daniele D'Anza (1968)

## Prosa radiofonica
- Barberina, commedia di Alfred De Musset, regia di Pietro Masserano Taricco, trasmessa il 8 dicembre 1947.
- L'altra casa, commedia di Henry James, regia di Guglielmo Morandi, 21 aprile 1959
- Intercessione per Ismay, radiodramma di Gian Francesco Luzzi trasmesso il 5 gennaio 1960
- La contessa Mizi, commedia di Arthur Schnitzer, regia di Vittorio Sermonti, trasmessa il 24 gennaio 1960
- I Pulcinella, di Henri Becque, regia di Flaminio Bollini, trasmessa il 22 marzo 1961
- Il misantropo di Molière, regia di Flaminio Bollini, trasmessa il 1º giugno 1961.
- Margò di Francis Durbridge, regia di Guglielmo Morandi, trasmessa in 10 puntate dal 19 al 30 giugno 1967.
- Il mercante di fiori, nel ruolo del dottor Schwarz 1997

## Prosa televisiva

Aroldo Tieri, Giuliana Lojodice e Carlo Hinterman nel lavoro teatrale L'uomo la bestia e la virtù di Luigi Pirandello, 1977

- L'eroe, di George Bernard Shaw, regia di Ferruccio Cerio, trasmessa il 19 giugno 1955.
- L'Alfiere, dal romanzo omonimo di Carlo Alianello, regia di Anton Giulio Majano, trasmessa dal 18 marzo al 22 aprile 1956.
- Se tu no m'ami, un atto di Paola Riccora, regia di Guglielmo Morandi, trasmesso il 22 dicembre 1956.
- L'orologio a cucù, di Alberto Donini, regia di Guglielmo Morandi, trasmessa il 3 gennaio 1957
- La bisbetica domata, di William Shakespeare, regia di Daniele D'Anza, 3 ottobre 1958.
- La trappola, episodio di Aprite: polizia!, regia di Daniele D'Anza (1958)
- Cortile, commedia di Fausto Maria Martini, regia di Guglielmo Morandi, trasmessa il 17 gennaio 1961.
- La sciarpa di Francis Durbridge, regia di Guglielmo Morandi, trasmessa dall'11 marzo 1963.
- Paura per Janet di Francis Durbridge, regia di Daniele D'Anza, trasmessa dal 2 al 18 dicembre 1963.
- Melissa di Francis Durbridge, regia di Daniele D'Anza, trasmessa dal 23 novembre al 28 dicembre 1966.
- L'Ippocampo di Sergio Pugliese, regia di Franco Enriquez, trasmessa il 2 dicembre 1966.
- Il calapranzi, dalla commedia omonima di Harold Pinter, regia di Edmo Fenoglio, trasmessa il 14 ottobre 1967.
- Giocando a golf una mattina di Francis Durbridge, regia di Daniele D'Anza, trasmessa nel 1969.
- Non ti conosco più, di Aldo De Benedetti, regia di Davide Montemurri, trasmessa il 16 marzo 1969.
- Qualcuno bussa alla porta, episodio: La quarta sedia, trasmesso il 22 gennaio 1971.
- Un caso clinico, di Dino Buzzati, regia di Massimo Franciosa, 4 febbraio 1972.
- Il caso Pinedus, di Paolo Levi, regia di Maurizio Scaparro, 13 ottobre 1972.
- Il signore e la signora Barbablù di Gerald Vernier, trasmessa dal Secondo programma il 15 giugno 1973

## Apparizioni inCarosello
Comparve più volte negli sketch della rubrica pubblicitaria televisiva Carosello:
- 1959: con Grazia Maria Spina per la Linetti (profumo Notte di Venezia)
- 1960: con Franca Rame per il Latte Zignago (S.F.A.I.) e con Donatella Mauri per la Squibb (dentifricio)
- 1961: con Vittorio Congia per l'Idrolitina
- 1962: per la Marzotto
- 1964: con Valeria Fabrizi per la Zoppas
- 1965, 1966,1967: insieme ad Ave Ninchi per Pronto Johnson
- 1972, 1973: insieme a Giuliana Lojodice per la Polenghi Lombardo
- 1974, 1975: con Giuliana Lojodice per il Lloyd Adriatico

## Discografia parziale

### Singoli
- Pendolare Stanca/Silvano Spadaccino Bella ciao (Partito Socialista Italiano, SSP 3, 7")

## Doppiaggio
Tieri ha prestato la sua voce a:
- Aldo Fiorelli in Addio giovinezza!
- Piero Palermini in Vivere in pace
- Checco Rissone in Molti sogni per le strade
- Grande Saggio in Kirikù e la strega Karabà
- Il narratore (voce off) in La valle del peccato

## Doppiatori italiani
In alcuni suoi film, Tieri è stato doppiato, in particolare da:
- Oreste Lionello in Le sette vipere

## Premi e riconoscimenti
- Premio Flaiano sezione teatro[4]
  - 1991 - Premio per l'interpretazione per il complesso della sua opera